# Autodéfense féminine
L'autodéfense féminine se caractérise par l’appropriation de techniques de défense physiques, verbales ou psychologiques par des femmes. Les techniques enseignées sont très diverses et peuvent faire appel à des méthodes utilisées dans l’armée ou par les forces de l’ordre, dans des arts martiaux, avec ou sans objet de défense, ou encore être inspirées de méthodes féministes comme les cercles de parole en non-mixité.

## Histoire
Les femmes ont longtemps été écartées de la plupart des arts martiaux et des sports de combat et ce n’est que progressivement au fil du XXe siècle qu’en Occident les premières formes d’autodéfense à destination des femmes vont se développer, avant de devenir très diversifiées aujourd'hui.

### Prémices en Asie

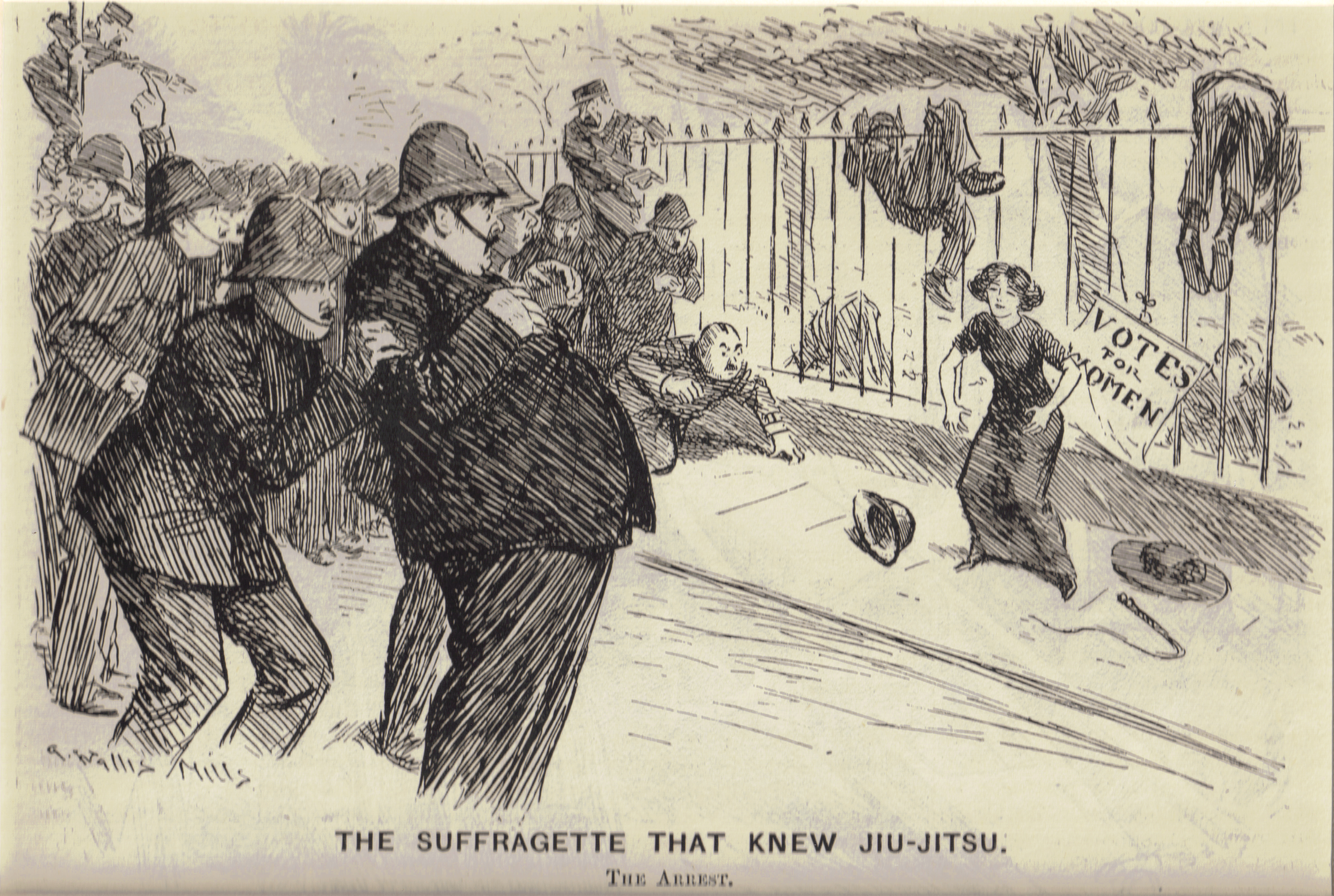
La suffragette qui connaissait le jujitsu. L'Arrestation. Par Arthur Wallis Mills, publié en 1910 dans Punch et dans The Wanganui Chronicle.

Historiquement, les premières formes d’autodéfense féminine sont apparues en Asie, notamment en Chine et au Japon. Ainsi, au Japon durant la période Tokugawa, des femmes dans des zones rurales se sont formées au Naginatajutsu pour protéger leurs territoires, avec des objets de leur vie quotidienne, pendant que la plupart des hommes en âge étaient partis à la guerre.

### Lente appropriation de l’autodéfense par les femmes au début duXXesiècle
En Occident c'est le mouvement des suffragettes au Royaume-Uni au début du XXe siècle qui a marqué le commencement de l’autodéfense féministe dans l’histoire moderne. Autour d’Edith Margaret Garrud, au sein du Women's Social and Political Union, un groupe d’une trentaine de femme appelé «Bodyguard » se sont initiées, afin de sécuriser leur mouvement, au jiu-jitsu, un art martial qui permet d’utiliser la force et le poids de son adversaire contre lui-même. Les techniques d’alors étaient tournées vers le service d’ordre lors de rassemblements et de manifestations ainsi que, dans une moindre mesure, des formes de défense dans les affrontements face à la police, dans le cadre d’un mouvement très réprimé.   

### Diffusion de techniques féministes depuis les années 1970
À partir des années 1960 et de la deuxième vague féministe des techniques d’autodéfense féministe inspirées de groupes de parole en non-mixité, utilisés comme un outil d’émancipation dans les cercles féministes, ont circulé mondialement. Trois méthodes, essentiellement québécoises à l’origine, sont principalement utilisées aujourd'hui dans l’autodéfense féministe  : 
- Le Wendo : créé à la fin des années 1960 par un couple québécois, Ann et Ned Paige, se revendiquent anti-raciste et trans-friendly [5] ;
- Le Femdochi : méthode de défense inventée durant les années 1970 par un groupe d’amies québécoises, à partir de différents arts martiaux japonais ;
- Le Seito Boei : créé à Vienne en 1977[6] ;

Ces méthodes ont pour point commun d’allier des gestes de défense physique simples et ne demandant pas une force physique trop importante et défense verbale et psychologique. Il s’agit également dans ces méthodes d’analyser les situations d’agression ou de harcèlement afin de pouvoir les éviter et mieux s’y préparer.  Ces enseignements reposent également parfois sur le secret des techniques enseignées, afin notamment que les agresseurs ne puissent pas anticiper les réactions de leur victime. Outre ces méthodes, de nombreux groupes de femmes dans le monde entier sont amenées à utiliser des techniques de défense propres à chacune, pour défendre les femmes de leur communauté ou sécuriser certains territoires, à l’instar du Gang des saris roses en Inde ou des Ovarian_Psycos (en) en Californie. 

## Offre diversifiée
L'offre d’autodéfense destinée aux femmes s'est beaucoup développée en Belgique grâce à l'association Garance depuis les années 2000, en France depuis 2010, et au Canada. La discipline n’étant officiellement cadré par aucune institution sportive, comme les fédérations sportives, de nombreux clubs de sports de combats ou d'arts martiaux (boxe, jiu-jitsu, krav-maga ou encore judo), ou des associations d’aide aux victimes de violences, proposent des cours d’autodéfense pour les femmes. On retrouve également bon nombre de vidéos, DVD ou guides pratiques ciblés pour les femmes, destinées à apprendre des techniques de défense essentiellement physiques. 
Certaines sociologues et pratiquantes d’autodéfense féministe observent une dichotomie au sein de la discipline de l’autodéfense féminine, entre une self-défense féminine et une autodéfense féministe. La self-défense féminine regrouperait les pratiques essentiellement tournées vers la défense physique, tandis que l’autodéfense féministe serait plus complète et viserait davantage l'empowerment des femmes en s'appuyant sur le vécu commun des participantes, pour souligner les différentes formes de domination auxquelles elles font face et en travaillant essentiellement sur la confiance en soi.